# マリウポリの芸術学校への爆撃
マリウポリの芸術学校への爆撃（マリウポリのげいじゅつがっこうへのばくげき）は、ロシアのウクライナ侵攻中の2022年3月20日にロシア軍が行ったマリウポリの芸術学校への爆撃。当時、学校には数百人もの市民が避難していたとされている。

## 背景
2月24日、ロシア軍は親ロシア派とともにマリウポリを包囲し、食料、ガス、電気の供給が遮断され、多数の死傷者が生じた。マリウポリのSergiy Orlov市長によれば、爆撃により都市のおよそ80から90%が破壊されたと推定される。3月20日時点で、地元当局によれば、少なくとも2,300人が、爆撃までの包囲戦で亡くなったとされる。

## 爆撃
3月20日、ウクライナは、400人が避難していた芸術学校をロシア軍が爆撃したと報じた。マリウポリ市議会がTelegramを通して声明を発表し、避難民の多くが女性、子ども、老人であったと強調した。その一方で、マリウポリ市長の顧問Petro Andryushchenkoは、学校に避難していた市民の正確な人数が不明であるとして、懸念を表明した。